# Debbie Schneider
Debbie Schneider is een Belgisch actrice. Zij volgde een opleiding aan het Koninklijk Vlaams Conservatorium Antwerpen, Studio Herman Teirlinck en aan het RITS te Brussel.

## Biografie
Voordat zij startte aan haar opleiding draaide zij verschillende seizoenen mee in de Vlaamse soapserie 'Familie' in haar rol als Sarah De Kunst. Zij speelde gastrollen onder meer in F.C. De Kampioenen en Flikken. De productie van De drie vrouwen van Ypsilanti onder leiding van Jos Verbist, werd geselecteerd voor TAZ in 2004.
In het theater speelde zij mee in verschillende producties van Theater Zuidpool onder andere in 'Katzelmacher' en 'De Kussenman' onder leiding van Koen De Sutter. Zij zong en speelde ook mee in de productie De Driestuiversopera van Tutti Fratelli onder leiding van Reinhilde Decleir.